# Вокри, Фадиль
Фа́диль Во́кри (сербохорв. Fadilj Vokri / Фадиљ Вокри, алб. Fadil Vokrri; 23 июня 1960, Подуево — 9 июня 2018) — югославский футболист албанского происхождения, нападающий.

## Клубная карьера
Начал играть в футбол в родном Подуеве, в клубе «Лапи». Во взрослом футболе дебютировал в 1980 году в сильнейшем клубе Косова — «Приштине». Был частью «золотого поколения» косовского футбола 1980-х годов. В то время «Приштина» регулярно играла в Первой лиге, а Вокри считался одним из её лучших игроков, был капитаном команды.
В 1986 году Фадиль Вокри перешёл в белградский «Партизан», в составе которого стал чемпионом и обладателем Кубка Югославии. Позже уехал во французский «Ним Олимпик», но клуб не сумел выйти в Лигу 1, и Вокри по окончании сезона перешёл в «Фенербахче», где провёл два года. Завершал карьеру во Франции, причём в «Монлюсоне» также занимал должность спортивного директора.

## Карьера в сборной
В национальной сборной Югославии Фадиль Вокри дебютировал 12 сентября 1984 года в товарищеском матче против сборной Шотландии. Та встреча закончилась крупной победой шотландцев со счетом 6:1, единственный мяч сборной Югославии забил именно Вокри — на 10-й минуте он открыл счёт. Всего за сборную провёл 12 матчей, забил 6 мячей. Единственный албанец, выступавший за сборную Югославии. Любопытно, что в 3 из 12 матчей Вокри за сборную соперниками югославов была сборная СССР.

## Спортивный функционер
После окончания игровой карьеры Вокри остался в футболе. После работы в различных клубах на разных должностях 16 февраля 2008 года он был избран президентом Футбольной федерации Косова.
Скоропостижно скончался 9 июня 2018 года в результате инфаркта миокарда. Городской стадион в Приштине был переименован в его честь.

## Достижения
- Чемпион Югославии: 1986/87
- Обладатель Кубка Югославии: 1988/89